# 2-я армия (Венгрия)

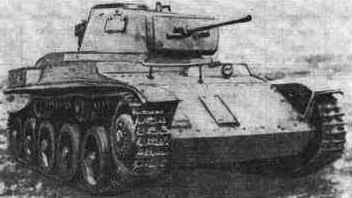
Венгерский танк Toldi I, 1941 г.

2-я армия Венгрии (венг. Második Magyar Hadsereg) — войсковое объединение армии Венгрии. Основана 1 марта 1940 года. Принимала активное участие во Второй мировой войне.

## Вторая мировая война
2-я венгерская армия была сформирована вместе с двумя другими армиями Королевства Венгрия в марте 1940 года. На начальном этапе Второй мировой войны  2-я армия была самой подготовленной и хорошо оснащённой общевойсковой армией.
Поражения немецких войск в Московской битве и на Ростовском направлении заставили Гитлера в январе 1942 года потребовать от Хорти активного участия венгерских сухопутных войск в операциях на советско-германском фронте (ранее там воевали только ограниченные силы венгерской авиации и так называемый «Мобильный корпус» — около 25 000 человек). С апреля 1942 года началась переброска на фронт 2-й венгерской армии для участия в боевых действиях на территории Советского Союза на стороне Оси, несмотря на её устаревшее вооружение. Армия сосредотачивалась в районе Курска.
Армия была передана в состав группы армий «Б» и 24 июня 1942 года перешла в наступление против советских войск в ходе операции «Блау». В июле армия вышла на рубеж реки Дон южнее Воронежа. Там линия фронта стабилизировалась и последующие полгода боевые действия сводились к попыткам венгерских войск захватить плацдармы на восточном берегу Дона и к борьбе против захвата и расширения советских плацдармов на его западном берегу.

## Злодеяния венгерских солдат и офицеров на оккупированных территориях
При оккупации Воронежской области венгерская армия проявляла исключительную жестокость к местному населению.
Согласно «Акту комиссии о злодеяниях немецко-фашистских войск и их венгерских сообщников в г. Коротояк Воронежской области в период оккупации» от 18 января 1943 г., за время оккупации г. Коротояка венгерские солдаты и офицеры избивали и насиловали женщин и малолетних девушек, занимались грабежами и мародёрством местного населения, «собрав в поле мирных жителей, поклали к земле лицом и начали бить прикладами и топтаться сапогами по гражданам». Ими расстреляны: Бушманов Г. Т., 73 года, Башкотова В., 63 года, Тепцов И. В., 37 лет. Оставшихся в живых погнали в лес, «повязали верёвками как овец, свалили в кучу и 12 часов избивали… После издевательства погнали босых и раздетых, а кто не мог идти — расстреливали. Пригнали в село за 50 км от Коротояка и бросили как скот на произвол судьбы» (Государственный архив Воронежской области, Ф. Р-1784. Оп. 1. Д. 192. Л. 54-54об.).
В одном только Коротоякском районе с июля 1942 года по январь 1943 года, по данным центральных архивов, мадьяры расстреляли 1009 жителей (в том числе 287 детей), подвергли пыткам и истязаниям более 15 тысяч человек (3007 детей), угнали в Германию более 25 тысяч (в том числе 10752 ребенка).
Согласно «Акту комиссии о злодеяниях немецко-фашистских войск и их венгерских сообщников в с. Истобное Репьевского района Воронежской области в период оккупации» от 19 января 1943 г., в колхозе «Память Ленина» венгры собрали всех девушек и изнасиловали, установлены также факты изнасилования венгерскими солдатами и офицерами пожилых женщин, в том числе возрастом 80 лет (Центральный архив Министерства обороны Российской Федерации, Ф. 203. Оп. 2847. Д. 61. Л. 19.).
В Острогожске и его окрестностях, а также Хохольском районе венгерские войска принимали непосредственное участие в создании и охране концлагерей, осуществляли массовые расправы над узниками.
Согласно «Акту комиссии о злодеяниях немецко-фашистских войск в г. Острогожске Воронежской области в период оккупации» от 23 января 1943 г. и показаниям узника концлагеря на Новой Мельнице, в данном концлагере произошла жестокая расправа с военнопленными. В печку барака, где размещалось около 600 человек, пока люди были на работах, заложили взрывчатку. Вечером, когда вернувшиеся люди затопили печь, последовал взрыв, начался пожар, пленные кинулись к дверям, но путь им преградили венгерские охранники, начавшие стрелять в толпу. Общее число погибших в бараке — 447 человек. В том же акте приводятся показания жительницы Острогожска о том, как 5 января 1943 г. «гитлеровцы гнали по Острогожску сто русских военнопленных… Мадьяры подвели пленных в магазину на улице Медведовского (рядом с аптекой) и часть пленных загнали в подвал. Вскоре я увидела, что в подвале загорелся костёр. Через несколько минут оттуда донеслись отчаянные крики боли. Там ярко горел костёр. Два мадьяра держали над ним за плечи и ноги пленного и медленно поджаривали его живот на костре. Они то поднимали его над огнём, то опускали ниже, видимо, наслаждаясь его мучениями. Так они терзали его минут двадцать, а когда он затих, мадьяры бросили его тело лицом вниз на костёр». (ЦА МО РФ).
В Хохольском районе 3 июля 1942 г. в селе Семидесятном были созданы три концлагеря, «немецко-мадьярскими войсками согнаны были военнопленные красноармейцы и гражданское население до 7000 человек, из них большинство мирного населения, женщин, стариков и детей», при этом заключённых морили голодом, а при попытке жителей села Семидесятное передать им пищу, «немецко-мадьярские часовые не допускали и избивали». Кроме того, по показаниям очевидцев, в окрестностях Семичастного венгерские войска принимали участие в расстреле сотен красноармейцев и мирных граждан, эвакуированных из Воронежа. «Установлено, что виновниками зверских издевательств и расстрелов красноармейцев и мирных жителей были немецко-мадьярские офицеры и солдаты, в частности, комендант мадьяр Сикуни».

## Разгром армии
Армия понесла серьёзные потери под Воронежем в 1942—1943 гг., особенно на Верхнем Дону в ходе Острогожско-Россошанской операции (13-27 января 1943 г.). В период с 12 января по 9 февраля 1943 г. 2-я венгерская армия потеряла, по подсчётам её командования, 148 тыс. человек убитыми, ранеными, пропавшими без вести и пленными; было потеряно 80 % оружия, боевой техники и снаряжения.
Из 200 тысяч солдат и офицеров в Венгрию вернулось только 30 тысяч. Гибель 2-й венгерской армии вошла в историю Венгрии под названием «Воронежское бедствие».
На берегах Дона осталось лежать большинство солдат и офицеров 2-й венгерской армии. В Воронежской области есть два воинских захоронения 2-й венгерской армии: в селе Болдыревкаи возле села Рудкино. Рудкино-1 является самым крупным захоронением венгерских солдат за пределами Венгрии. Сооружение мемориала (открыт в 2003) вызвало возмущение местных жителей из-за крайне жестокого отношения венгерской армии к гражданскому населению во время оккупации Воронежской области.
Окончательно была разгромлена в битве за Будапешт, остатки армии были переданы в состав 3-й венгерской армии.

## Состав
лето 1942 года
- 2-я армия
  - III армейский корпус (Сомбатхей)
    - 6-я лёгкая дивизия (Комаром): 22-й и 52-й пехотные полки
    - 7-я лёгкая дивизия (Шопрон): 4-й и 35-й пехотные полки
    - 9-я лёгкая дивизия (Надьканижа): 17-й и 47-й пехотные полки

  - IV армейский корпус (Печ)
    - 10-я лёгкая дивизия (Капошвар)
    - 12-я лёгкая дивизия (Сексард): 18-й и 48-й пехотные полки
    - 13-я лёгкая дивизия (Кечкемет): 7-й и 31-й пехотные полки

  - VII армейский корпус (Мишкольц)
    - 19-я лёгкая дивизия (Мишкольц)
    - 20-я лёгкая дивизия (Эгер)
    - 23-я лёгкая дивизия (Кашша)

  - 1-я механизированная дивизия: 1-я мотопехотная бригада (3 батальона) и 30-й танковый полк (2 батальона)

Армии также придавалась 1-я авиагруппа, состоявшая из 1-разведывательной (3 He 111 и 12 db He 46), 1-й истребительной (11 Re.2000 и MÁVAG Héja) и 4-й бомбардировочной дивизий (12 Ca.135 bis/Alfa)

## Командующие
- с 1 марта 1940 года — генерал-полковник Густав Яни
- с 5 августа 1943 года — генерал-полковник Геза Лакатош
- с 1 апреля 1944 года — генерал-лейтенант Лайош Вереш
- с 16 октября по 13 ноября 1944 года — генерал-лейтенант Енё Майор